# Resolutie 2169 Veiligheidsraad Verenigde Naties
Resolutie 2169 van de Veiligheidsraad van de Verenigde Naties werd op 30 juli 2014 unaniem door de VN-Veiligheidsraad aangenomen. De resolutie verlengde de UNAMI-missie in Irak opnieuw met een jaar.

## Achtergrond
Op 2 augustus 1990 viel Irak zijn zuiderbuur Koeweit binnen en bezette dat land. De Veiligheidsraad veroordeelde de inval nog diezelfde dag middels resolutie 660, en later kregen de lidstaten carte blanche om Koeweit te bevrijden. Eind februari 1991 was die strijd beslecht en legde Irak zich neer bij alle aangenomen VN-resoluties. Het land werd vervolgens verplicht om zich te ontwapenen door onder meer al zijn massavernietigingswapens te vernietigen. Daaraan werkte Irak echter met grote tegenzin mee, tot grote woede van de Verenigde Staten, die het land daarom in 2003 opnieuw binnenvielen. Kort hierop vroeg de door de VS geleide overgangsregering van Irak de Verenigde Naties om hulp bij onder meer het herzien van de grondwet en de organisatie van verkiezingen, en werd de VN-bijstandsmissie in Irak opgericht. In 2004 werd de overgangsregering opgevolgd door een Iraakse interim-regering. In 2005 werd een nieuwe grondwet aangenomen en vonden verkiezingen plaats, waarna een coalitie werd gevormd. In de tussentijd werd het land echter geplaagd door sektarisch geweld en bleven er vele slachtoffers vallen door de talloze terreuraanslagen.

## Inhoud
De veiligheidssituatie in Irak was zeer slecht vanwege het grootschalig offensief van de nieuw opgekomen terreurgroep ISIL (IS). Daarbij waren vele slachtoffers gevallen en meer dan een miljoen mensen op de vlucht geslagen. De opkomst van ISIL bedreigde Iraks' soevereiniteit en toekomst. Op lange termijn moest de Iraakse politiek beslissingen nemen die het land zouden verenigen en een regering vormen die alle delen van de Iraakse bevolking vertegenwoordigt.
Besloten werd het mandaat van de Bijstandsmissie in Irak te verlengen tot 31 juli 2015. Irak werd gevraagd beveiliging en logistieke ondersteuning te blijven leveren. Ook de lidstaten werden gevraagd te blijven bedragen aan de financiering, logistiek en beveiliging van de missie.

## Verwante resoluties
- Resolutie 2107 Veiligheidsraad Verenigde Naties (2013)
- Resolutie 2110 Veiligheidsraad Verenigde Naties
- Resolutie 2170 Veiligheidsraad Verenigde Naties
- Resolutie 2233 Veiligheidsraad Verenigde Naties (2015)

Lijst ·  2133 ·  2134 ·  2135 ·  2136 ·  2137 ·  2138 ·  2139 ·  2140 ·  2141 ·  2142 ·  2143 ·  2144 ·  2145 ·  2146 ·  2147 ·  2148 ·  2149 ·  2150 ·  2151 ·  2152 ·  2153 ·  2154 ·  2155 ·  2156 ·  2157 ·  2158 ·  2159 ·  2160 ·  2161 ·  2162 ·  2163 ·  2164 ·  2165 ·  2166 ·  2167 ·  2168 ·  2169 ·  2170 ·  2171 ·  2172 ·  2173 ·  2174 ·  2175 ·  2176 ·  2177 ·  2178 ·  2179 ·  2180 ·  2181 ·  2182 ·  2183 ·  2184 ·  2185 ·  2186 ·  2187 ·  2188 ·  2189 ·  2190 ·  2191 ·  2192 ·  2193 ·  2194 ·  2195